# 仁賀奈
仁賀奈（にがな）は、日本の小説家。主な執筆ジャンルはティーンズラブ小説、BL小説。

## 経歴
乙女ゲームの二次創作を中心に同人活動をしていたところ、ティアラ文庫創刊前に、多方面から作家を集めていた編集部からスカウトされ、試しに一冊分原稿を仕上げて同文庫よりデビューとなった。これより以前にも、「学園ヘブン」アンソロジー本に小説を発表したり、ボーイズラブの電子書籍（仁賀奈了一名義）を発表していたが、本格的な商業作家デビューはティアラ文庫からである。

## 嗜好
好きな設定は王道のシンデレラで、すべての萌えがつまった、子供の頃から一番好きな童話だという。キャラクタータイプは腹黒が好みで、ギャップに萌えを感じるというが、現実では関わりたくないらしい。そんなこともあってか、性格ゴミくずのような男が反省して土下座して、許しを乞うようなストーリーが好きだというが、それはハイスペックイケメンでないととも語っている。

## 作品リスト
加筆があっても再刊の場合は備考欄のみの記述にとどめる。
| タイトル                                                  | 刊行年月   | レーベル                              | イラスト              | 備考 |
| --------------------------------------------------------- | ---------- | ------------------------------------- | --------------------- | --- |
| 少年欲望図鑑 -幼なじみは罠をしかける-                     | 2009年3月  | セラフ                                | はるの香林            | 仁賀奈了一名義 電子書籍のみ |
| アラビアンズ・ロマンス ―花嫁は王の腕で微睡む              | 2009年8月  | プランタン出版 〈ティアラ文庫〉       | 南條パピ子            | |
| ウェディング・オークション その香りは花嫁を誘惑する       | 2009年12月 | プランタン出版 〈ティアラ文庫〉       | 周防佑未              | 後に「完全版 ウェディング・オークション 腹黒王子と淫靡な罠」に「Ｗウェディング・オークション 密謀の王子と欺かれた花嫁」と書き下ろし番外編と共に合本化 |
| シンデレラ・クルーズ                                      | 2010年5月  | プランタン出版 〈ティアラ文庫〉       | 周防佑未              | |
| 溺れるほど花をあげる 聖人は花嫁を奪う                     | 2010年9月  | プランタン出版 〈ティアラ文庫〉       | えとう綺羅            | |
| ハーレムナイト 秘された花嫁と灼熱の楔                     | 2011年1月  | プランタン出版 〈ティアラ文庫〉       | えまる・じょん        | 後に「完全版 ハーレムナイト 珠玉の三王子と寵愛の花嫁」に続巻と書き下ろし番外編と共に合本化                                                            |
| 月は欲望を孕む                                            | 2011年4月  | イースト・プレス〈B-Cube〉            | nira.                 | 電子書籍のみ |
| 鳥籠ワルツ 嘘つきな花嫁の秘めごと                         | 2011年5月  | プランタン出版 〈ティアラ文庫〉       | 周防佑未              | |
| 秋宵の花嫁                                                | 2011年6月  | イースト・プレス 〈レガロ・シリーズ〉 | えとう綺羅            | 単行本（ソフトカバー） |
| プライベートレッスン 謀略は王子の嗜み                     | 2011年8月  | プランタン出版〈ティアラ文庫〉        | 相葉キョウコ          | |
| ハーレムナイト 熱砂の王子は花嫁の虜囚                     | 2011年10月 | プランタン出版 〈ティアラ文庫〉       | えまる・じょん        | 後に「完全版 ハーレムナイト 珠玉の三王子と寵愛の花嫁」に前巻と書き下ろし番外編と共に合本化                                                            |
| ハーレムの蜜枷                                            | 2011年10月 | イースト・プレス 〈アズ・ノベルズ〉   | くるわ亜希            | 新書判 後にパルソラのスマホに特化した活字表現のコミックノベルサービス「yomuco」にて配信（イラストはクロマメ）                                         |
| ご主人様の恋の手ほどき                                    | 2011年10月 | コスミック出版 〈マリーローズ文庫〉   | 綾坂璃緒              | |
| お兄様は官能小説家                                        | 2012年1月  | イースト・プレス〈B-Cube〉            | nira.                 | 電子書籍のみ |
| 初蕾―いたいけな姫君の濡れごと                             | 2012年3月  | プランタン出版 〈ティアラ文庫〉       | えとう綺羅            | |
| 不埒なマリアージュ ～略奪の王子と祝福の姫君～             | 2012年4月  | コスミック出版 〈マリーローズ文庫〉   | 中川わか              | |
| いいなりラプンツェル ―プリンス・ロイヤル・ウェディング―   | 2012年5月  | 集英社 〈シフォン文庫〉               | 池上紗京              | |
| Wウェディング・オークション ―密謀の王子と欺かれた花嫁     | 2012年6月  | プランタン出版 〈ティアラ文庫〉       | 周防佑未              | 後に「完全版 ウェディング・オークション 腹黒王子と淫靡な罠」に「ウェディング・オークション その香りは花嫁を誘惑する」と共に合本化                     |
| いじわる公爵の優雅なたくらみ                              | 2012年8月  | コスミック出版 〈マリーローズ文庫〉   | 天野ちぎり            | |
| シークレット・ウェディング： 独裁者は花嫁を飼育する       | 2012年11月 | プランタン出版 〈ティアラ文庫〉       | えとう綺羅            | |
| さらわれスノーホワイト ―ノーブル・ロイヤル・ウェディング― | 2012年11月 | 集英社 〈シフォン文庫〉               | 池上紗京              | |
| シュガー×シュガー×ハネムーン                              | 2013年2月  | 集英社 〈シフォン文庫〉               | 天野ちぎり            | |
| 監禁                                                      | 2013年2月  | イースト・プレス 〈ソーニャ文庫〉     | 天野ちぎり            | 同じ物語を別々の視点から描いた作品 『監禁』がSide-A、『虜囚』がSide-B                                                                                 |
| 虜囚                                                      | 2013年2月  | イースト・プレス 〈ソーニャ文庫〉     | 天野ちぎり            | 同じ物語を別々の視点から描いた作品 『監禁』がSide-A、『虜囚』がSide-B                                                                                 |
| 禁断ロマンス童話：王子様に従属                            | 2013年5月  | プランタン出版 〈ティアラ文庫〉       | えとう綺羅            | 以下の3編収録 「腹黒王子と灰かぶり姫―強制選択」 「野獣王子と人魚姫―従順初夜」 「肉食王子と眠り姫―禁断果実」                                           |
| 雛遊び―ひいなあそび―                                      | 2013年7月  | 集英社 〈シフォン文庫〉               | 緒花                  | |
| 最凶ツインズ ーふらちな義弟たちー                         | 2013年7月  | オークラ出版 〈プリズム文庫〉         | 水名瀬雅良            | |
| Baby Doll 義父と義兄に奪われた夜                          | 2013年9月  | プランタン出版 〈ティアラ文庫〉       | 相葉キョウコ          | |
| 溺愛王子のスイートディナー                                | 2014年2月  | KADOKAWA 〈角川ルビー文庫〉           | 天野ちぎり            | |
| シンデレラ・ブライダル                                    | 2014年9月  | プランタン出版 〈ティアラ文庫〉       | 湯浅あゆ              | |
| 獣―けだもの―                                              | 2014年12月 | イースト・プレス 〈ソーニャ文庫〉     | 石田恵美              | |
| 子羊は金曜の食卓で                                        | 2015年4月  | KADOKAWA 〈角川文庫〉                 | moka （カバー絵のみ） | |
| 悪狼 ―EAT OUT―                                            | 2019年12月 | プランタン出版 〈ティアラ文庫〉       | 池上紗京              | |

アンソロジー寄稿
| タイトル                   | 刊行年月  | レーベル                         | イラスト       | 備考                                             |
| -------------------------- | --------- | -------------------------------- | -------------- | ------------------------------------------------ |
| リアルゲーム               | 2014年9月 | リブレ出版 〈b-BOYアンソロジー〉 | サマミヤアカザ | 『エロとじ 淫』に所収。                          |
| 恋愛フラグから逃げ出せない | 2016年9月 | リブレ出版 〈b-BOYアンソロジー〉 | 林マキ         | 『エロとじ 濡』に所収。                          |
| 少女狩り                   | 2019年6月 | プランタン出版 〈ティアラ文庫〉  | あやみね稜緒   | 『ティアラ文庫溺愛アンソロジー3 調教愛』に所収。 |

## ドラマCD
- 溺れるほど花をあげる（2011年6月、モモアンドグレープスカンパニー）

## コミカライズ
- アラビアンズ・ロマンス 花嫁は王の腕で微睡む（倖月さちの作画、2013年11月、宙出版〈ミッシィコミックスDX〉）
- 監禁×虜囚（黒岬光作画、2016年6月、イースト・プレス〈ソーニャ・コミックス〉）※先行の電子書籍版は「義弟の執着愛―監禁×虜囚―」。
- シンデレラ・クルーズ（倖月さちの作画、2014年9月、宙出版〈ミッシィコミックスDX〉）
- Baby Doll 義父と義兄に奪われた夜（倖月さちの作画、2015年1月、宙出版〈ミッシィコミックスDX〉）
- ハーレムナイト 秘された花嫁と灼熱の楔（北宮みつゆき作画、2015年5月、宙出版〈ミッシィコミックスDX〉）
- ウェディング・オークション その香りは花嫁を誘惑する（田中琳作画、2016年3月、宙出版〈ミッシィコミックスDX〉）
- 鳥籠ワルツ 嘘つきな花嫁の秘めごと（倖月さちの作画、2016年7月、宙出版〈ミッシィコミックスDX〉）

## オーディオブック
- シンデレラ・クルーズ（朗読：キャスト不明、2018年11月、Audible）
- 初蕾 いたいけな姫君の濡れごと（朗読：夏綺菫・三里晃一、2019年2月、Audible）
- プライベートレッスン　謀略は王子の嗜み（朗読：酒虫アサリ・今賀俊、2019年2月、Audible）
- Baby Doll 義父と義兄に奪われた夜（朗読：コハネモコ・三郷晃一・カンブツヤニボシ、2019年9月、Audible）